# 1971 en droit
Cet article présente les faits marquants de l'année 1971 en droit.

## Événements
- 29 mars, France : la Convention de Vienne sur les relations consulaires entre en vigueur.
- 16 juillet, France : le Conseil constitutionnel donne force constitutionnelle au préambule de la Constitution de 1958 dans la décision n° 71-44 DC  Liberté d'association et se positionne en tant que gardien des libertés fondamentales.
- 14 décembre, États-Unis : adoption de la loi sur les campagnes électorales fédérales qui impose la déclaration publique des financements (promulguée le 7 février 1972).

## Naissances
- 25 août : Guglielmo Verdirame, juriste et avocat italien, professeur de droit international au King's College de Londres.